# EU's Charter om Grundlæggende Rettigheder
 Ikke at forveksle med Den Europæiske Menneskerettighedskonvention.
Den Europæiske Unions charter om grundlæggende rettigheder (i det følgende kaldet Chartret) fastslår politiske, sociale og økonomiske rettigheder for borgere og beboere i Den Europæiske Union (EU) som en del af Lissabon-traktaten.

## Chartret har traktatrang
Chartret har traktatrang; hvilket fremgår af Traktaten om Den Europæiske Union (TEU) artikel 6(1) in fine, at Chartret "har samme juridiske værdi som traktaterne", som er TEU og Traktaten om Den Europæiske Unions Funktionsmåde (TEUF).

## Placering i Lissabon-traktaten
Chartret blev udarbejdet af Det Europæiske Konvent og vedtaget den 7. december 2000 af Europa-Parlamentet, Ministerrådet og Europa-Kommissionen. Den daværende juridiske status var usikker, og Chartret havde ikke fuld retsvirkning, før Lissabon-traktaten trådte i kraft den 1. december 2009.
I henhold til Chartret, skal Den Europæiske Union (EU) handle og lovgive i overensstemmelse med Chartret og EU-domstolen vil slå ned på EU-lovgivning, der strider mod Chartret. Chartret gælder kun for EU-landene, når de gennemfører EU-ret og udvider ikke EU's kompetencer ud over de kompetencer EU i forvejen har i henhold til traktaterne.

## Baggrund
Rom-traktaten fra 1957 indeholder ikke nogen henvisning til grundlæggende menneskerettigheder. Rom-traktaten blev skrevet et par år efter traktaten om Det Europæiske Forsvarsagentur og traktaten om Det Europæiske Politiske Fællesskab, der begge blev en fiasko. Sidstnævnte traktat indeholdt bestemmelser om menneskerettigheder og Craig og de Burca hævder i lyset af disse fiaskoer, at ophavsmændene til Rom-traktaten ønskede at tage afstand fra enhver påstand om politiske elementer. Men den idé, at Rom-traktaten alene havde rent økonomiske mål og ikke medførte konsekvenser for borgernes fundamentale rettigheder skulle snart blive testet.

### Domstols-afgørelser
Kort efter ikrafttrædelsen af Rom-traktaten etablerede EF sig selv som en vigtig politisk organisation med politisk betydning langt ud over dets økonomiske mål. I 1964 afsagde EF-Domstolen afgørelse herom i Costa mod Enel, hvor Domstolen besluttede, at EU-retten skulle have forrang for modstridende national ret.
Det betød, at de nationale regeringer ikke kunne undslippe det de havde aftalt på europæisk plan ved at vedtage modstridende nationale love, men betød potentielt også, at EF kunne lovgive uhindret af de restriktioner vedrørende borgerenes grundlæggende rettigheder, der var nedfældet i medlemsstaternes forfatninger.
Dette spørgsmål kom til et ”showdown” i 1970 i sagen Handelsgesellschaft, hvor en tysk domstol fastslog, at et stykke af EØF-lovgivning var i strid med den tyske grundlov.
Via en reference fra den tyske domstol, fastslog Domstolen, at selv om anvendelsen af fællesskabsretten ikke kan afhænge af evt. overensstemmelse med nationale forfatninger, udgjorde grundlæggende rettigheder en "integreret del af de generelle principper for EUs Lovgivning", og at en uoverensstemmelse med grundlæggende rettigheder kunne danne grundlag for en ”vellykket udfordring” til en europæisk lov.
I dommen Handelsgesellschaft skabte Domstolen i realiteten en doktrin om uskrevne rettigheder, som binder EU-institutionerne. Om disse er over eller under nationale grundlovssikrede rettigheder er en ikke afsluttet debat.
Selvom EU-domstolens praksis om grundlæggende rettigheder blev godkendt af institutionerne i 1977 og en erklæring herom blev indsat i Maastricht-traktaten, var det først i 1999, at Det Europæiske Råd formelt fik taget hul på processen ved at tage initiativ til udarbejdelsen af et katalog over grundlæggende rettigheder for EU.

### Vedtagelsen
I 1999 foreslog Det Europæiske Råd, at der blev nedsat et "organ bestående af repræsentanter for stats- og regeringscheferne og for Kommissionens formand samt af medlemmer af Europa-Parlamentet og de nationale parlamenter" for at udarbejde Charter om Grundlæggende Rettigheder. Ved oprettelsen i december samme år blev organet døbt ”Det Europæiske Konvent”.
Konventet vedtog udkastet til EU's Charter om Grundlæggende Rettigheder den 2. oktober 2000, og det blev vedtaget af Europa-Parlamentet, Ministerrådet og Europa-Kommissionen den 7. december 2000.
Det blev imidlertid besluttet at udskyde beslutningen om Chartrets juridiske status. Men Chartret fik fra starten den politiske vægt, at det var godkendt af tre magtfulde institutioner, og som sådan regelmæssigt blev citeret af EF-Domstolen som en kilde vedrørende spørgsmål om grundlæggende rettigheder.

### Retskraft
EU's Charter om Grundlæggende Rettigheder blev til ud fra dele af den hedengangne Europæiske Forfatning. Efter at den Europæiske Forfatning faldt til jorden, gav dens afløser, Lissabon-traktaten, retskraft til Charteret. Dog ikke i selve traktaten, men i stedet i et selvstændigt dokument som Lissabon-traktaten henviste til. Det skal bemærkes, at begge versioner var udsat for adskillige tilretninger.
I forbindelse med Chartrets ikrafttræden (via Lissabon-traktaten) den 1. december 2009, foreslog EU-kommissæren for retlige anliggender Viviane Reding, at Chartret skulle inkluderes i kommissærerne indsættelsesceremoni.
Den 3. maj 2010, blev eden aflagt af EU-Kommissionen foran EU-Domstolen i Luxembourg. Kommissærerne forpligtede sig til at respektere EU-traktaterne og at være fuldstændig uafhængige i udførelsen af deres opgaver i løbet af deres mandat. For første gang forpligtede kommisærerne sig også til udtrykkeligt at ville respektere EU's Charter om grundlæggende rettigheder.
Flere stater insisterede dog på en ”opt-out” fra national anvendelse af Chartret (se nedenfor for detaljer).
Efter ikrafttrædelsen af Lissabon-traktaten i 2009 har EU's Charter om Grundlæggende Rettigheder samme juridiske status som Den Europæiske Unions traktater. Chartret er nævnt i Lissabon-traktaten og blev vedtaget af alle EU's 3 institutioner dagen før underskrivelsen af Lissabon-traktaten.

## Retlige status
Chartret er i Artikel 51 forankret til EU's institutioner, organer oprettet i henhold til EU-retten, og til EU's medlemslande. Desuden anfører såvel (den sammenskrevne) EU-traktats artikel 6 (33) og artikel 51 i selve Chartret, at Chartret ikke kan medføre udvidelse af EU's kompetencer overfor medlemsstaterne.
En konsekvens af dette er, at EU ikke vil være i stand til at lovgive i strid med en rettighed sikret i Chartret, medmindre retten til en sådan handling fremgår klart af EU-traktaten.
Enkeltpersoner vil dog ikke være i stand til at tage medlemsstaterne for retten, fordi de har undladt at beskytte borgernes rettigheder i Chartret, medmindre den pågældende medlemsstat krænkede borgeren i forbindelse med medlemsstatens gennemførelse af EU-lovgivning. (dansk eksempel kunne være spørgsmålet om den hyppigt anvendte ”rest-implementering af ansættelsesretlig lovgivning). Det er denne sidste del, der har været genstand for mest debat.
Chartret er ikke den første form for menneskerettigheds-beskyttelse i EU.
Ved fortolkningen af de generelle principper i EU-lovgivningen (beskrevet ovenfor), har EU-Domstolen allerede behandlet spørgsmålet om, hvorvidt sådanne generelle principper gælder for medlemsstaterne.
EU-domstolen fastslog i Johnston mod Royal Ulster Constabulary, at retten til en retfærdig rettergang var en del af de generelle principper i EU-lovgivningen, hvorimod EU-Domstolen i Kremzow mod Østrig dog fastslog at man ikke kan anvende retten til fri bevægelse, til at få EU-Domstolen til at vurdere om en medlemsstat uberettiget har dømt en borger for mord. Argumentet var, at de love der i Østrig dømte Kremzow for mord faldt uden for rammerne af EU-lovgivningen.
Det kan dog bemærkes, at formuleringen i Kremzow-sagen henviser til "the field of application of EU law”. Denne formulering adskiller sig fra ordlyden i Chartret, som henviser til ”the implementation of EU law”. Dette til trods for, at begrundelsen for Chartrets anvendelse, der kom sammen med 2007-udgaven af Chartret var, at den formulering der anvendes i Chartret var en afspejling af EF-Domstolen praksis.

### Britisk, tjekkisk og polsk protokol
I de forhandlinger, der førte frem til underskrivelsen af Lissabon-traktaten, sikrede Polen og Storbritannien sig en protokol til traktaten om anvendelsen af Chartret om Grundlæggende Rettigheder i deres respektive lande. I oktober 2009 blev EU-lederne enige om at ændre protokollen i forbindelse med tiltrædelsestraktaten med Den Tjekkiske Republik.
Protokollen indeholder to væsentlige bestemmelser. Den første artikel 1 (1) udelukker både de nationale domstole i Polen og Storbritannien og EU-domstolen fra at finde, at "love og administrative bestemmelser, praksis eller foranstaltninger" i de lande, som protokollen gælder ikke er i overensstemmelse med Chartret. Den anden artikel 1 (2), siger, at afsnit IV i chartret, der indeholder økonomiske og sociale rettigheder for arbejdstagere, ikke kan håndhæves i Polen, Storbritannien og Tjekkiet.
Disse 3 lande havde forskellige grunde for at tilslutte sig protokollen.
Storbritannien var oprindeligt imod et juridisk bindende Charter af bekymring for, at det ville resultere i en strøm af britiske statsborgere hos EF-Domstolen, der ville forsøge at håndhæve deres Charter-rettigheder mod Storbritannien, og spørgsmålet om øgede omkostninger for erhvervslivet. Mens den britiske regering accepterede et juridisk bindende Charter om Grundlæggende Rettigheder under forhandlingerne om den fejlslagne europæiske forfatning, var situationen den omvendte under forhandlinger om Lissabon-traktaten, hvor den daværende britiske minister for Europa, søgte at sikre, at Chartret ikke ville udvide beføjelserne for EU-domstolen i forhold til britiske lov.
Selv om Polens problemer med Chartret relaterede sig til Chartrets mulige liberale holdning til sociale spørgsmål tilkendegav den polske regering i september 2007, at den ønskede at indgå i den britiske protokol.
I slutningen af 2009 lovede EU-lederne at ændre protokollen, så den ville gælde også for den Tjekkiske Republik i en forsøg på at overtale den tjekkiske præsident Vaclav Klaus til at underskrive Lissabon-traktaten.
Klaus havde tidligere udtrykt bekymring for, at Chartret vil give familierne til tyskere, der blev udvist efter 2. Verdenskrig, fra områder inden for det moderne Tjekkiet ret til at føre sag for EU-domstolen, og han anmodede om, at en ”opt-out” blev føjet til Lissabon-traktaten for at løse problemet.
Den tjekkiske præsident underskrev efterfølgende traktaten, selv om protokollen han ønskede ikke svarede til den han blev tilbudt. Det kan bemærkes, at der aldrig var nogen udsigt til en lovliggørelse af de love, der medførte at tyskere blev udvist af Tjekkiet, de såkaldte Benes-dekreter.
Der er stor debat om hvilken effekt denne protokol, rent faktisk vil have. Et synspunkt, som deles af Jan Jirásek, er, at protokollen er en ”opt-out”, der udelukker anvendelsen af Chartret på Polen og Storbritannien. En anden, som deles af Ingolf Pernice, er, at protokollen er en fortolkende protokol, der enten vil have begrænset eller ingen retsvirkning.

## Chartrets indhold
Charteret indeholder 54 artikler inddelt i syv afsnit.
De første seks afsnit beskæftiger sig med materielle rettigheder under overskrifterne: værdighed, friheder, ligestilling, solidaritet, borgernes rettigheder og retfærdighed, mens det sidste afsnit vedrører fortolkning og anvendelse af chartret.
Meget af Charteret er baseret på den Europæiske Menneskerettighedskonvention (EMRK), retspraksis fra Den Europæiske Menneskerettighedsdomstol og fra EU-domstolen samt allerede eksisterende bestemmelser i EU-retten.
- Det første afsnit om Værdighed, garanterer retten til liv og forbyder tortur, slaveri og dødsstraf. Bestemmelserne er for det meste baseret på EMRK, selvom artikel 1 næsten afspejler den tyske grundlov.
- Det andet afsnit om Friheder, garanterer privatlivets fred, retten til ægteskab, tanke-, ytrings- og forsamlings- og foreningsfrihed, retten til uddannelse, arbejde, ejendom og asyl.
- Det tredje afsnit om Ligestilling garanterer generel ikke-forskelsbehandling, kulturel, religiøs og sproglig mangfoldighed samt rettigheder for børn og ældre og handicappede og seksuel orientering.
- Det fjerde afsnit om Solidaritet garanterer arbejdstagernes rettigheder, herunder retten til rimelige arbejdsvilkår, beskyttelse mod usaglig afskedigelse samt adgang til sociale og sundhedsmæssige ydelser.
- Det femte afsnit om Borgere i Unionens Medlemsstater garanterer retten til at stemme ved EU-Parlamentsvalg og den fri bevægelighed inden for EU. Også retten til god forvaltning, aktindsigt samt retten til som borger at henvende sig til EU.
- Det sjette afsnit om Retfærdighed i Retssystemet garanterer retten til effektive retsmidler (effect utile), en retfærdig rettergang. Inden for strafferettens område garanteres endvidere uskyldsformodningen, legalitetsprincippet, proportionalitetsprincippet og ikke-tilbagevirkendekraft-princippet samt forbuddet mod dobbeltstraf.
- Det syvende afsnit om Almindelige Bestemmelser vedrører fortolkning og anvendelse af Chartret. Disse spørgsmål er behandlet ovenfor.

### Poetiske aspekter
EU har forsøgt at profilere charteret, så borgerne er mere opmærksomme på deres rettigheder, for eksempel ved at offentliggøre en miniudgave af pagten på alle EU-sprog. EU's Menneskerettighedsagentur (FRA) lavede faktisk en konkurrence for digtere for at omsætte Chartret til et 80-minutter langt episk digt, med musik, dans og multimedie-elementer. For at skabe opmærksomhed og for at forenkle den juridiske tekst til mere forståeligt sprog.  Imidlertid valgte Viviane Reding, EU-kommissær for retlige anliggender, at skrive til direktøren for FRA og dermed få ideen til at falde begrundet med ”omkostninger og værdighed”. Dermed var FRA nødsaget til at aflyse projektet.